# 大杜布劳
大杜布劳（德語：Großdubrau）是德国萨克森州的市镇，隶属于包岑县。总面积为54.22平方千米，截至2023年12月31日总人口为4,144人。